# Cuisson industrielle
 (signalé en mai 2025).
Si vous disposez d'ouvrages ou d'articles de référence ou si vous connaissez des sites web de qualité traitant du thème abordé ici, merci de compléter l'article en donnant les références utiles à sa vérifiabilité et en les liant à la section « Notes et références ».
- Archive Wikiwix
- Bing
- Cairn
- DuckDuckGo
- E. Universalis
- Gallica
- Google
- G. Books
- G. News
- G. Scholar
- Persée
- Qwant
- (zh) Baidu
- (ru) Yandex
- (wd) trouver des œuvres sur Wikidata

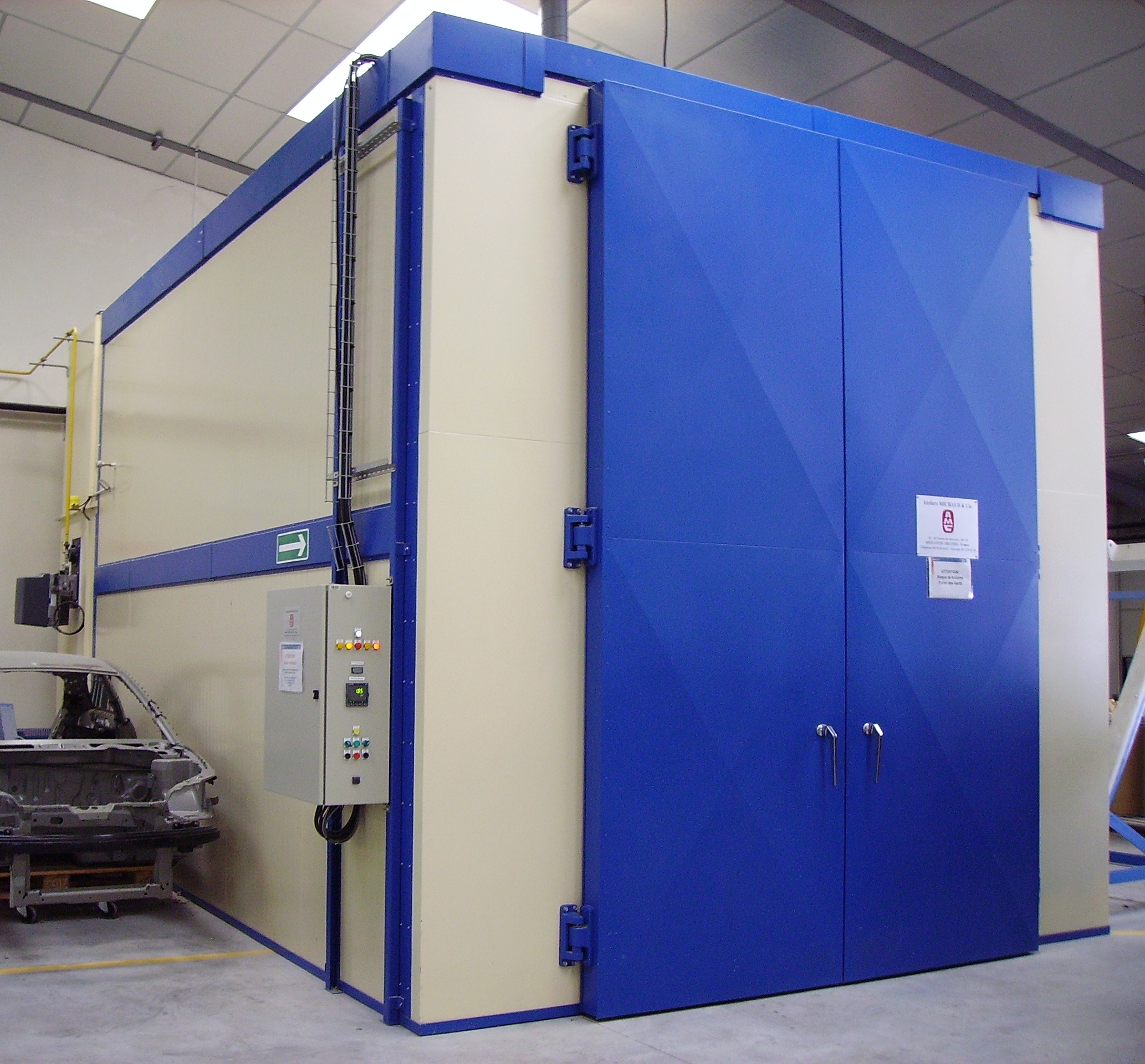
Étuve de cuisson utilisée pour la polymérisation de produits appliqués sur une caisse en blanc, en R & D

Dans plusieurs domaines liés à la transformation de la matière, une cuisson industrielle est une opération destinée par exemple à procurer aux matériaux des qualités mécaniques ou physiques particulières, en les faisant passer d'un état plastique (modelable) à un état figé définitif.

## Exemples
- Les poteries, ou des matériaux de construction comme les briques ou les tuiles, sont cuits pour les rendre résistants et aptes à leur usage final. La porcelaine et la céramique nécessitent également un tel traitement, tout comme le raku et les émaux.
- Une calcination peut servir à décomposer un produit.